# مجلس قيادة الثورة (العراق)
مجلس قيادة الثورة العراقي هو مجلس تشريعي عراقي أسسهُ حزب البعث العربي الاشتراكي العراقي بعد انقلابه في 17 تموز سنة 1968 وسيطرته على الحكم، وظل المجلس هيئة لصنع القرار النهائي في العراق حتى الغزو الأمريكي للعراق عام 2003، وقد نفّذَ سلطة تشريعية و‌تنفيذية في البلاد، وكانت مهام مجلس قيادة الثورة متكاملة مع مهام المجلس الوطني العراقي (مجلس الشعب)، كان لمجلس قيادة الثورة رئيس ونائب تنتخبهما أغلبية ثلثي المجلس. كان أول رئيس له هو أحمد حسن البكر منذ 1968 حتى عام 1979 عندما تولى نائبه صدام حسين رئاسته حتى عام 2003 وفي نفس الوقت يتولى رئيسه منصب رئيس جمهورية العراق ، وبعد أن أصبح صدام حسين رئيسًا للعراق في عام 1979، عين عزت إبراهيم الدوري نائبًا لرئيس المجلس، ولعضويته نائب رئيس الوزراء طارق عزيز، و‌طه ياسين رمضان الذين عرفوا صدام منذ الستينات. وكانت الهيئة التشريعية التي حكمت البلاد مؤلفة من مجلس قيادة الثورة والمجلس الوطني والمجلس التشريعي الكردي المكون من 50 عضوًا.
وخلال فتره رئاسته، كان صدام حسين رئيسًا لمجلس قيادة الثورة ورئيسًا للوزراء ورئيسًا للجمهورية.

## الأعضاء

### 1968-1969
| العضو          | المنصب                      | من                 | إلى                      |
| -------------- | --------------------------- | ------------------ | ------------------------ |
| أحمد حسن البكر | رئيس مجلس قيادة الثورة      | 17 تموز/يوليو 1968 | تشرين الثاني/نوفمبر 1969 |
| صالح مهدي عماش | نائب رئيس مجلس قيادة الثورة | تموز/يوليو 1968    | تشرين الثاني/نوفمبر 1969 |
| حردان التكريتي | عضو                         | تموز/يوليو 1968    | تشرين الثاني/نوفمبر 1969 |
| سعدون غيدان    | عضو                         | تموز/يوليو 1968    | تشرين الثاني/نوفمبر 1969 |
| حماد شهاب      | عضو                         | تموز/يوليو 1968    | تشرين الثاني/نوفمبر 1969 |

### 1969-1977
| العضو                  | المنصب                      | من                       | إلى               |
| ---------------------- | --------------------------- | ------------------------ | ----------------- |
| أحمد حسن البكر         | رئيس مجلس قيادة الثورة      | تشرين الثاني/نوفمبر 1969 | آذار/مارس 1977    |
| صدام حسين              | نائب رئيس مجلس قيادة الثورة | تشرين الثاني/نوفمبر 1969 | آذار/مارس 1977    |
| صالح مهدي عماش         | عضو                         | تشرين الثاني/نوفمبر 1969 | 1971              |
| حردان التكريتي         | عضو                         | تشرين الثاني/نوفمبر 1969 | 1970              |
| سعدون غيدان            | عضو                         | تشرين الثاني/نوفمبر 1969 | آذار/مارس 1977    |
| حماد شهاب              | عضو                         | تشرين الثاني/نوفمبر 1969 | 1973              |
| عبد الكريم الشيخلي     | عضو                         | تشرين الثاني/نوفمبر 1969 | 1971              |
| عبدالله سلوم السامرائي | عضو                         | تشرين الثاني/نوفمبر 1969 | 1970              |
| نبيل إبراهيم السامرائي | عضو                         | تشرين الثاني/نوفمبر 1969 | حزيران/يونيو 1974 |
| عبد الخالق السامرائي   | عضو                         | تشرين الثاني/نوفمبر 1969 | 1973              |
| عزة الدوري             | عضو                         | تشرين الثاني/نوفمبر 1969 | آذار/مارس 1977    |
| صلاح عمر العلي         | عضو                         | تشرين الثاني/نوفمبر 1969 | 1970              |
| طه ياسين رمضان         | عضو                         | تشرين الثاني/نوفمبر 1969 | آذار/مارس 1977    |
| شفيق الكمالي           | عضو                         | تشرين الثاني/نوفمبر 1969 | 1970              |
| عزت مصطفى              | عضو                         | تشرين الثاني/نوفمبر 1969 | آذار/مارس 1977    |

### 1977
| العضو          | المنصب                      | من             | إلى               |
| -------------- | --------------------------- | -------------- | ----------------- |
| أحمد حسن البكر | رئيس مجلس قيادة الثورة      | آذار/مارس 1977 | أيلول/سبتمبر 1977 |
| صدام حسين      | نائب رئيس مجلس قيادة الثورة | آذار/مارس 1977 | أيلول/سبتمبر 1977 |
| سعدون غيدان    | عضو                         | آذار/مارس 1977 | أيلول/سبتمبر 1977 |
| عزة الدوري     | عضو                         | آذار/مارس 1977 | سبتمبر 1977       |
| طه ياسين رمضان | عضو                         | آذار/مارس 1977 | أيلول/سبتمبر 1977 |

### 1977-1979
| العضو                                 | المنصب                      | من                | إلى             |
| ------------------------------------- | --------------------------- | ----------------- | --------------- |
| أحمد حسن البكر                        | رئيس مجلس قيادة الثورة      | أيلول/سبتمبر 1977 | تموز/يوليو 1979 |
| صدام حسين                             | نائب رئيس مجلس قيادة الثورة | أيلول/سبتمبر 1977 | تموز/يوليو 1979 |
| سعدون غيدان                           | عضو                         | أيلول/سبتمبر 1977 | تموز/يوليو 1979 |
| عزة الدوري                            | عضو                         | أيلول/سبتمبر 1977 | تموز/يوليو 1979 |
| طه ياسين رمضان                        | عضو                         | أيلول/سبتمبر 1977 | تموز/يوليو 1979 |
| نعيم حميد حداد                        | عضو                         | أيلول/سبتمبر 1977 | تموز/يوليو 1979 |
| تايه عبد الكريم                       | عضو                         | أيلول/سبتمبر 1977 | تموز/يوليو 1979 |
| محمد محجوب                            | عضو                         | أيلول/سبتمبر 1977 | تموز/يوليو 1979 |
| محمد عايش                             | عضو                         | أيلول/سبتمبر 1977 | تموز/يوليو 1979 |
| عدنان حسين عباس الحمداني              | عضو                         | أيلول/سبتمبر 1977 | تموز/يوليو 1979 |
| غانم عبد الجليل                       | عضو                         | أيلول/سبتمبر 1977 | تموز/يوليو 1979 |
| محيي عبد الحسين الشمري                | عضو                         | أيلول/سبتمبر 1977 | تموز/يوليو 1979 |
| عبد الغني عبد الغفور                  | عضو                         | أيلول/سبتمبر 1978 | تموز/يوليو 2001 |
| عبد الفتاح الياسين                    | عضو                         | أيلول/سبتمبر 1977 | تموز/يوليو 1979 |
| حسن علي العامري                       | عضو                         | أيلول/سبتمبر 1977 | تموز/يوليو 1979 |
| سعدون شاكر                            | عضو                         | أيلول/سبتمبر 1977 | تموز/يوليو 1979 |
| جعفر قاسم حمودي                       | عضو                         | أيلول/سبتمبر 1977 | تموز/يوليو 1979 |
| عبد الله فاضل عباس                    | عضو                         | أيلول/سبتمبر 1977 | تموز/يوليو 1979 |
| طارق عزيز                             | عضو                         | أيلول/سبتمبر 1977 | تموز/يوليو 1979 |
| عدنان خير الله                        | عضو                         | أيلول/سبتمبر 1977 | تموز/يوليو 1979 |
| حكمت إبراهيم العزاوي                  | عضو                         | أيلول/سبتمبر 1977 | تموز/يوليو 1979 |
| برهان الدين عبد الرحمن مصطفى التكريتي | عضو                         | أيلول/سبتمبر 1977 | تموز/يوليو 1979 |

حله بول بريمر رسميًا في 23 أيار/مايو 2003 موجب أمر سلطة الائتلاف المؤقتة رقم 2 .